# Artenacien
Das Artenacien ist eine Kulturstufe des Endneolithikums. Sie bestand während des 3. Jahrtausends v. Chr. im zentralen Westen und Südwesten Frankreichs. Die Kultur zeichnet sich durch ihre Keramik und ihre Steinwerkzeuge aus.

## Geschichte

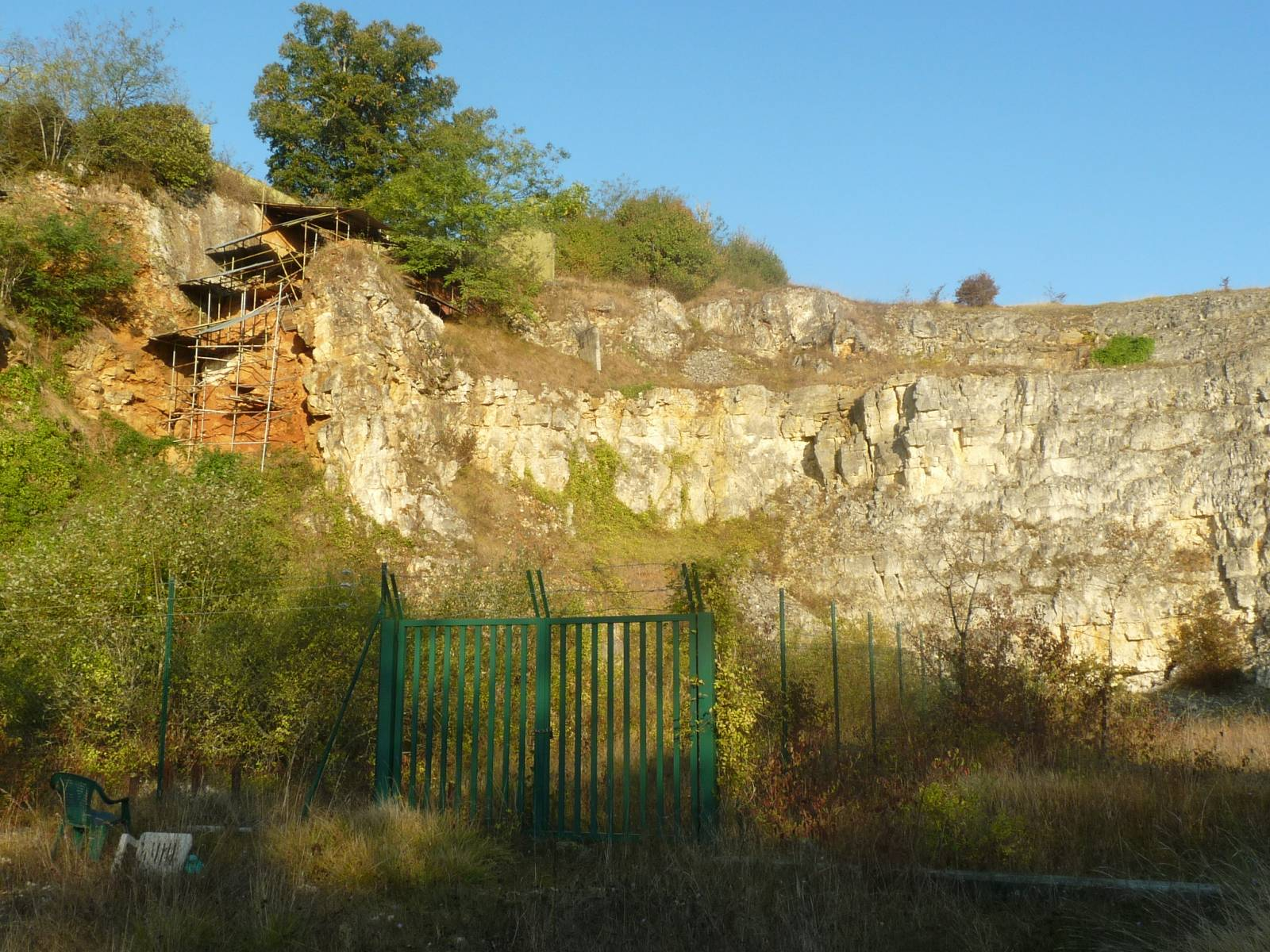
Der Steinbruch bei Artenac – Typlokalität des Artenaciens

Das Artenacien, auch Artenac-Kultur oder oft nur Artenac, wurde ursprünglich im Jahr 1962 von Claude Burnez und Gérard Bailloud definiert, nachdem sie Grabungen in der Sepulkralhöhle von Artenac im Département Charente durchgeführt hatten. Weitere anschließende Grabungskampagnen erlauben mittlerweile eine weitaus bessere Charakterisierung dieser endneolithischen Kulturstufe.

## Allgemeines

### Ursprung
Das Artenacien entwickelte sich im ausgehenden Neolithikum zwischen 3000 und 1900 v. Chr. (Französisch Néolithique final I und Néolithique final II) – möglicherweise aus dem ausgehenden Chasséen, dem es im Quercy unmittelbar folgt. Im Litoral der Gironde und in der Charente-Maritime bestehen stilistische Anklänge zum Endstadium der Peu-Richard-Kultur – erkennbar beispielsweise anhand der Zickzackritzungen und der gepunkteten Linien. Inwieweit die Loire-Dordogne-Kultur (mit ihren beiden Untergruppen Taizé und Vienne-Charente) im rückwärtigen kontinentalen Bereich von Einfluss auf die Entwicklung des Artenaciens war, ist unklar. Es dürfte sich hier um eine Vorläuferkultur des Artenaciens handeln, die aber im Gegensatz zu der auf Abschlägen basierenden Steinindustrie des Artenaciens überwiegend auf Klingen beruhte.

### Verbreitung
Die Kultur verbreitete sich im Westen Frankreichs südwärts bis zu den Pyrenäen. Nach der Entdeckung des Artenaciens im Tal der Bonnieure in der Charente (Typlokalität) wurden weitere Siedlungsplätze der Kultur im Département Dordogne, bei Beauregard im Département Lot und im Limousin angetroffen. Selbst bis hin zu den Ausläufern des Armorikanischen Massivs konnte das Artenacien nachgewiesen werden. Möglicherweise stellen auch die Funde bei Ligueil im Département Indre-et-Loire und beim Fort Harrouard im Département Eure-et-Loir aufgrund kultureller Affinitäten Außenposten des Artenaciens dar.
Die Kerngebiete der Artenac-Kultur sind somit das südliche Poitou, das Angoumois, der Périgord, das Département Vienne, das Département Gironde, die Saintonge, das Département Vendée, der Marais Poitevin und das Département Deux-Sèvres. Darüber hinaus erstreckte sich ihr Einfluss an den Mittellauf der Loire, ins Pariser Becken zur Gord-Gruppe (Seine-Oise-Marne-Kultur), in große Teile des Zentralmassivs und möglicherweise sogar ins Burgund und in die Region Rhône-Alpes. Ein kultureller Austausch bestand mit der Civilisation Saône-Rhône, mit den Schnurkeramikern der Schweiz und der Niederlande, mit der beginnenden Glockenbecherkultur und südlich des Lots mit den Kulturen Ferrières und Fontbouisse in den Grands Causses sowie mit der ausgehenden Véraza-Kultur im Vorland der Pyrenäen um Toulouse.

### Einfluss der Glockenbecherkultur
Neue archäologische Studien belegen, dass die Artenac-Kultur zwischen 2500 und 2000 v. Chr. im Kontakt mit der chalkolithischen Glockenbecherkultur gestanden haben muss. Typisch für diesen Einfluss sind auf Vasenböden aufgebrachte Verzierungen sowie Schraffuren und Leitermotive. Die Glockenbecherleute verarbeiteten bereits Metall und beeinflussten die Artenac-Kultur – was sich anhand von Keramikverzierungen nachweisen lässt. Abgesehen von eingeführten seltenen Perlen aus Kupfer und anderer Metallgegenstände aus den Grands Causses und dem Haut-Languedoc gab es innerhalb der Artenac-Kultur jedoch keine erwähnenswerte Metallverarbeitung. Ringe, Nadeln und Ahlen aus arsenarmen Kupfer wurden aber an der Typlokalität, in den Grottes du Quéroy und in Saint-Séverin-sur-Boutonne angetroffen.

### Siedlungen und Totenbestattung

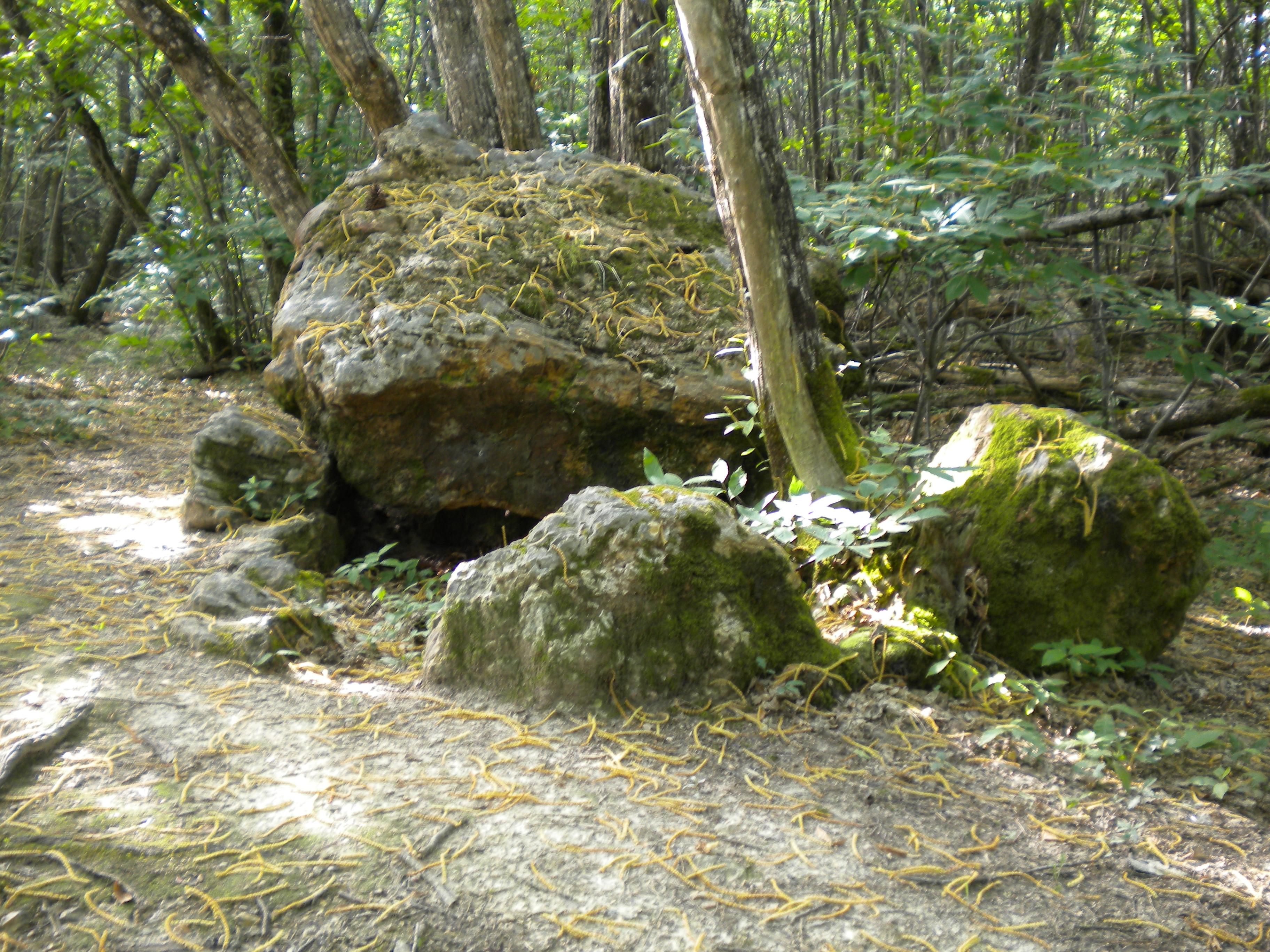
Am Dolmen Peyre-Brune bei Saint-Aquilin wurden Überreste des Artenaciens entdeckt.

Im Verlauf des Artenaciens wurden bereits vorhandene Grabenwerke wiederbenutzt und auch bei der Totenbestattung wurde neben Höhlen auf bereits bestehende Megalithanlagen zurückgegriffen. Die Kultur hat aber dennoch durchaus eigene Schöpfungen vorzuweisen, wie beispielsweise mit Erdwällen abgesicherte zentrale Siedlungsplätze, große Gemeinschaftshäuser, aber auch kleinere verstreut liegende Ansiedlungen.

### Ende
Da der Übergang von der endneolithischen Artenac-Kultur zum Beginn der Bronzezeit (die im zentralen Westfrankreich um 2200 v. Chr. einsetzte) noch im Dunkeln liegt, gibt ihre Stellung in diesem Prozess kulturellen Überganges noch Rätsel auf.

## Beschreibung

### Keramik

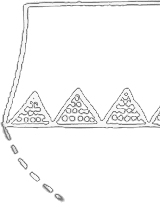
Keramik der Artenac-Kultur aus dem 3. Jahrtausend v. Chr.

Vergleichbar mit dem Gros anderer neolithischer Kulturen wird auch das Artenacien in erster Linie über seine Keramikerzeugnisse definiert. Diese lassen sich in zwei große Gruppen unterteilen – eine recht grobe, für den allgemeinen Verbrauch bestimmte Ware und sehr feine, künstlerisch wertvolle Erzeugnisse. Es lassen sich unterscheiden:
- Vasen mit flachem Boden. Ihre Tonmasse ist grobkörnig und sie sind unverziert. Sie entstammen einer regional begrenzten Tradition des rezenten Neolithikums (wie beispielsweise die Matignons-Kultur/Peu-Richard-Kultur oder die Seuil du Poitou-Gruppe, zusammengesetzt aus der vormaligen Vienne-Charente-Gruppe und der Taizé-Gruppe).
- Vasen mit rundem Boden aus feinkörnigem Ton.[7] Hierzu gehören auch Kielschüsseln und Teller mit charakteristischer Verzierung aus eingeritzten Dreiecks- oder Rautenmustern, oft gepunktet oder schraffiert und in horizontalen Bändern angeordnet.

Ausgesprochen typisch für die Keramik der Artenac-Kultur sind die bis zu einen Meter hohen Speichervasen sowie sehr dünnwandige, verzierte Vasen, aber auch komplexe Formen mit gewundenem Kiel oder kleinen höckerartigen Ausbeulungen. Das beste Erkennungsmerkmal sind zweifellos die nasenförmigen Henkel.

### Steinwerkzeuge
Die Steinwerkzeuge der Artenac-Kultur, die in dieser Stufe des Endneolithikums zweifellos einen Produktionshöhepunkt erreichten, lassen sich neben Schneidewerkzeugen durch das Vorhandensein von durchschlagenden Pfeilspitzen charakterisieren, die gegen Ende der Kulturstufe recht komplizierte geflügelte und gestielte Formen annehmen. Unter den Schneidewerkzeugen finden sich blatt-, schnur-, rauten- und mandelförmige Geometrien. Auch polierte Steinäxte, hochwertige Dolche aus Hornstein, perforierte Schaber und geometrische Mikrolithen treten auf. All diese Werkzeuge lassen einen bedeutenden interkulturellen Tauschhandel gegen Ende des Neolithikums vermuten – wie dies übrigens sehr schön durch die Zirkulation der in der Region von Le Grand-Pressigny (Département Indre-et-Loire) hergestellten Hornsteinklingen verdeutlicht wird.
Während des Artenaciens werden die bewährten Herstellungsmethoden und technischen Methoden der Vorgängerkulturen übernommen. Eine Neuerung stellen jetzt  sehr große Klingen dar, die für Dolche Verwendung finden. Abschläge erlangen eine hohe Bedeutung, wohingegen die Klingenerzeugung nur noch knapp 5 Prozent bei Gegenständen des täglichen Gebrauchs ausmacht. Die Kombewa-Methode wird nach wie vor bei bifazialen Armaturen eingesetzt. Strukturell neue Verfahren betreffen insbesondere Retuschierungen bei Werkzeugen als auch Bewaffnung. Dies lässt sich vor allem bei Messerschneiden beobachten, die hierdurch eine neue Schärfung erfuhren, als auch bei Rückenmessern mit einfacher Einbuchtung.
Die zweite Phase des Artenaciens ab 2600 v. Chr. sieht weitere Neuerungen bei den Steinwerkzeugen. So erscheint jetzt erstmals die Verwendung des Amboßes zur Erzeugung splittriger Abschläge – wie dies auch in der Glockenbecherkultur zu beobachten ist. Bei den Werkzeugen treten häufige, sehr fein gearbeitete, perforierte Mikrostichel auf Abschlagbasis auf. Die Armaturen behalten ihre Vielfalt bei, spezifisch sind jetzt jedoch vierkantige geflügelte Pfeilspitzen und beidseitig perforierte Sägeblätter. Manche Fundstätten bezeugen auch sehr originelle, vollständig retuschierte Dorne.

## Gliederung
Das Artenacien kann in zwei große Abschnitte unterteilt werden, das ältere Artenacien I (bzw. Artenac 1) und das jüngere Artenacien II (Artenac 2). Das Artenacien II lässt sich seinerseits in zwei Unterabschnitte aufspalten – ein Artenacien IIa und ein Artenacien IIb, wobei im Artenacien IIa der Einfluss der Glockenbecherkultur (Mittlere Phase) spürbar wurde.
Bisherige Datierungen lieferten 3100 ± 150 bis 2400 ± 70 kal. v. Chr.
Neuere Arbeiten verlagern den Beginn des Artenaciens weit bis zum Einsetzen der Endstufe des Neolithikums (Französisch Néolithique final) zurück. Demzufolge erscheint die Kultur bereits bei 3000/2900 v. Chr. mit dem Artenacien I (Artenac 1), erste Vorläufer können aber sogar noch bis 3600 v. Chr. zurückverfolgt werden. Das Artenacien II (Artenac 2) beginnt bei 2600/2500 v. Chr. Letzte Spuren des Artenaciens machen sich sodann gegen 1900 v. Chr. bemerkbar.

## Fundstätten
Neben der Typlokalität Grotte d’Artenac in der Charente sind folgende Fundstätten des Artenaciens bekannt:
- Antran, La Croix Blanche – 4150 ± 70 BP und 4120 ± 55 BP oder kalibriert 2740 ± 100 und 2720 ± 100 v. Chr.[13]
- Aslonnes, Camp Allaric[14] 4260 ± 140 und 4220 ± 140 BP bzw. kalibriert 2880 ± 200 und 2815 ± 195  v. Chr.
- Beauregard, Grotte de Marsa[15]
- Bellefonds, Abri de Bellefonds[16]
- Belluire, Grande Pigouille[17] – Vermischung mit der Glockenbecherkultur
- Brem-sur-Mer, Grand Rocher – Implantat der Glockenbecherkultur
- Caylus, Dolmen von Saout und Grotte du Four[18]
- Challignac, Le Camp – 4000 bis 3850 BP bzw. kalibriert 2540 bis 2325 v. Chr. Der Wall des Grubenwerks ist etwas älter: 4030 ± 60 bis 3950 ± 40 BP bzw. kalibriert 2600 bis 2460 v. Chr.
- Chazelles, Grottes du Quéroy[19] – 4260 bis 4130 BP oder kalibriert 2850 bis 2740 v. Chr.
- Chenon, Nekropole[20]
- Douchapt, Beauclair
- Échiré, Les Loups
- Esclauzels, Grotte du Noyer
- Esse, Dolmen von Périssac
- Grayan-et-l’Hôpital, La Lède-du-Gurp[21]
- Magnac-sur-Touvre
- Moulins-sur-Céphons, Les Vaux
- Mouthiers-sur-Boëme, Fort-des-Anglais (auch Camp aux Anglais)
- Pérignac, Les Fontanies und Peuchin, ab 4460 ± 50 BP bzw. kalibriert ab 3170 ± 120 v. Chr.
- Saint-Aquilin, Peyre-Brune[22]
- Saint-Auvent, Dolmen von Chez Moutaud
- Saint-Georges-d’Oléron, Peyrefitte[3] und Ponthezières[23]
- Saint-Léon-sur-l’Isle, Fontaine de la Demoiselle[24] – 4250 bis 4210 BP oder kalibriert 2890 bis 2830 v. Chr.
- Saint-Martin-Labouval, Dolmen von Nougayrat[25]
- Saint-Méard-de-Drône, Le Gros Bost – 3890 ± 60 bis 3860 ± 20 BP bzw. kalibriert 2370 ± 85 bis 2360 ± 60 v. Chr.
- Saint-Séverin-sur-Boutonne, Camp des Chatelliers[26]
- Saintes, Diconche[9] – 4400 ± 70 bis 4020 ± 75 bzw. kalibriert 3100 ± 150 bis 2600 ± 120 v. Chr.
- Talmont-Saint-Hilaire, Anse de la République – Implantat der Glockenbecherkultur
- Thénac, La Garenne
- Vilhonneur, Grotte de Fadets (bzw. Fades oder Fadettes)[3]
- Voeuil-et-Giget, Camp de Pierre-Dure – 2200 v. Chr.